# Законце (Люблінське воєводство)
Законце (пол. Zakącie) — село в Польщі, у гміні Божехув Люблінського повіту Люблінського воєводства.
Населення — 40 осіб (2011).
У 1975-1998 роках село належало до Люблінського воєводства.

## Демографія
Демографічна структура станом на 31 березня 2011 року:
|          | Загалом | Допрацездатний вік | Працездатний вік | Постпрацездатний вік |
| -------- | ------- | ------------------ | ---------------- | -------------------- |
| Чоловіки | 20      | 5                  | 10               | 5                    |
| Жінки    | 20      | 5                  | 11               | 4                    |
| Разом    | 40      | 10                 | 21               | 9                    |